# 今野隼史
今野 隼史（こんの たかし、1981年5月5日 - ）は、日本のイラストレーター・漫画家。秋田県由利本荘市出身。
別ペンネームの辺境紳士（へんきょうしんし）でも活動している。
第二回電撃コミックグランプリにて優秀賞を受賞。富士見書房発行の『七人の武器屋』のイラストや、ゲーム制作サークルアルファナッツのイラストレーター兼グラフィックチーフとして活動している。

## 主な商業作品

### 挿絵
- 富士見書房『七人の武器屋』シリーズ（著：大楽絢太）
- 富士見書房『デモンパラサイト・リプレイ 剣神』シリーズ（著：力造/グループSNE）
- 富士見書房『ぼくとレギオスの旅』（著：川村ひであき、原作：雨木シュウスケ）
- 富士見書房『ソード・ワールド2.0リプレイ アシュラウトの無限工房』（著：大井雄紀/グループSNE）
- 富士見書房『ここは異世界コンビニ デモン・イレブン』（著：大楽絢太）
- KADOKAWA『邪神の怪談 ぼくの学校には名状しがたき怖い神様たちがすんでいる』（著：一夜月夜）

### 漫画
- 富士見書房『七人の武器屋1/7』（原作：大楽絢太）
- ジャイブ『声優劇場 パプリオーン! みずはらさん』（監修：水原薫）
- キャラアニ[3]『絶体絶命英雄』

### イラスト
- 富士見書房『モンスターコレクション』シリーズ（カードイラスト）
- ホビー・データ『ネットワールド＆ネットプラス』（誌中カット）
- 富士見書房『ソードワールド・カードRPG』シリーズ（カードイラスト）
- ホビージャパン『月刊GAMEぎゃざ』（中扉A4イラスト・不定期）
- 新紀元社『ソード・ワールドRPGツアー』シリーズ（サンプルキャラクター＆シナリオカット＆ミニカット）
- 富士見書房『マグナ・スペクトラ』シリーズ（カードイラスト）
- 富士見書房・メディアファクトリー『アンジュ・ヴィエルジュ』（カードイラスト）
- ハンビットユビキタスエンターテインメント『はがねオーケストラ』（キャラクター原案）

### その他
- 富士見書房『ソード・ワールド2.0イラストレーターリプレイ ガレリア×ダンジョンズ』（プレイヤー役）

## 主な同人作品

### 個人製作
- 『リカーサクセサー弥生』シリーズ（漫画）
- 『シリアの冒険』(RPG)
- 『Elementary Days Broke Dawn』（漫画）
- 『NOT FOR PUSH vol.0』（らくがき本）
- 『NOT FOR PUSH vol.1』（漫画『サーバント・ライク・ア・スマッシュ』+らくがき本）
- 『NOT FOR PUSH vol.2』（漫画『サーバント・ライク・ア・スマッシュ』+らくがき本）
- 『NOT FOR PUSH vol.3』（漫画『サーバント・ライク・ア・スマッシュ』+らくがき本）
- 『みそら』（漫画）
- 『FAPR 火』（らくがき本）
- 『FAPR 水』（らくがき本）
- 『FAPR 木』（らくがき本）
- 『FAPR 金』（らくがき本）
- 『シュレディンガ・フォークス パラグラフの迷路』（小説・挿絵）
- 『のびのびTRPG』（今野による同人TRPG）
  - アークライト『のびのびTRPG ザ・ホラー』（イラスト）
  - アークライト『のびのびTRPG スチームパンク』（イラスト）

### 共同制作
- アルファナッツ・RPG『今の風を感じて』（イラスト）
- アルファナッツ・RPG『天使の微笑』（キャラデザイン・グラフィック・イラスト）
- アルファナッツ・戦略シミュレーション『Deserter's 3』（タイトルイラスト・一部キャラグラフィック）
- アルファナッツ・RPG『白い絆』（グラフィックチーフ）
- アルファナッツ・RPG『女神の涙TRUE』（グラフィックチーフ）
- アルファナッツ・RPG『真紅の誓』（グラフィックチーフ）
- アルファナッツ・RPG『IndeTerminate Plus Alpha』（企画・グラフィックチーフ）
- 吉村麻之『雲のない雨空の下で』（挿絵）
- 花鳥風月『王女様とゆかいな下僕達　ソード・ワールドRPGリプレイ集1』（本編挿絵）
- 花鳥風月『王女様とこりない復讐者　ソード・ワールドRPGリプレイ集2』（本編挿絵）
- 花鳥風月『王女様とあざ笑う暗躍者　ソード・ワールドRPGリプレイ集3』（本編挿絵）
- Ninja Action Team『No Sumoking』（力士と忍者大統領）
- Ninja Action Team『ShowGuts』（踊る和尚と忍者大統領）